# Skylarking
《Skylarking》은 영국 록 밴드 XTC의 아홉번째 앨범이다. 제작 과정의 잡음과 달리 세월이 지나면서 그 가치를 인정받고 있는 앨범이다. 앨범 제목은 영국 낭만주의 시인인 퍼시 비시 셸리의 '종달새에게To a Skylark '에서 따왔다고 한다.

## 녹음 과정
25 O'Clock 발매후 다음 앨범을 준비하던 XTC는 레이블 측에서 제시한 프로듀서 목록 중에서 토드 런그렌을 골랐다. 멤버였던 데이브 그레고리는 '미국에서 팔릴만한 뮤지션을 골려야 했는데 아는 미국 뮤지션이 토드 런그렌이였다.'라고 회고했다. 그렇게 1986년 초 뉴욕 우드스탁 토드 런그렌의 스튜디오인 유토피아 사운드 스튜디오에 XTC가 도착하면서 앨범 작업이 시작되었다.
토드 런그렌은 동시에 굉장히 까칠한 완벽주의자로 유명했고 때문에 밴드랑 런그렌 사이에 심각한 충돌이 있었다고 한다. 파트리지는 훗날 인터뷰에서 런그렌을 'bloody sarcastic'라고 공격하기도 했다. 하지만 그런 충돌과 달리 그동안 XTC가 추구해왔던 뉴웨이브를 기조로 비틀즈나 킹크스, 스몰 페이시즈, 더 후 같은 브리티시 인베이전 시절 영국 팝 음악과 비치 보이스와 버즈같은 미국 선샤인 팝의 전통을 적절하게 배합해낸 멜로디와 냉소적이면서도 서정미가 돋보이는 가사, 기타 스케일을 독특하게 잡는 파트리지와 몰딩 특유의 송라이팅이 재즈와 현악을 적재적소에 도입한 런그렌의 프로듀싱에 힘입어 1980년대 영국 팝의 한 획을 그은 앨범으로 평가받는다.
녹음하러 가기 전 XTC는 그동안 작곡한 곡 35개를 런그렌에게 보냈고 런그렌은 여기서 14곡을 골라 트랙 리스트를 배열한 뒤 작업에 들어갔다고 한다. 대개의 컨셉트 앨범들이 주제를 살리기 위해 음악을 희생하는 경우가 많은데 비해, 이 앨범의 트랙들은 처음부터 주제와 상관 없이 독립적으로 쓰여진 곡이였기 때문에 개별 곡의 매력을 살림과 동시에 구성 면에서도 뛰어나다는 평가를 받는다.
앨범을 내놓은 후로는 멤버들은 '충돌이 있었지만 런그렌의 프로듀싱은 훌륭했고 앨범도 만족스럽다'라는 식의 발언을 자주 하는 편이다.

## 차트 순위
Skylarking은 영국 차트 90위, 빌보드 70위로 데뷔했다.

## 트랙 리스트

### 버진 레코드LP: V 2399 (초판)
| #  | 제목                               | 작사·작곡 | 재생 시간 |
| -- | ---------------------------------- | --------- | --------- |
| 1. | 〈Summer's Cauldron〉              |           | 3:19      |
| 2. | 〈Grass〉                          | 콜린 몰딩 | 3:05      |
| 3. | 〈The Meeting Place〉              | 몰딩      | 3:14      |
| 4. | 〈That's Really Super, Supergirl〉 |           | 3:21      |
| 5. | 〈Ballet for a Rainy Day〉         |           | 2:50      |
| 6. | 〈1000 Umbrellas〉                 |           | 3:44      |
| 7. | 〈Season Cycle〉                   |           | 3:21      |

| #  | 제목                                   | 작사·작곡 | 재생 시간 |
| -- | -------------------------------------- | --------- | --------- |
| 1. | 〈Earn Enough for Us〉                 |           | 2:54      |
| 2. | 〈Big Day〉                            | 몰딩      | 3:32      |
| 3. | 〈Another Satellite〉                  |           | 4:15      |
| 4. | 〈Mermaid Smiled〉                     |           | 2:26      |
| 5. | 〈The Man Who Sailed Around His Soul〉 |           | 3:24      |
| 6. | 〈Dying〉                              | 몰딩      | 2:31      |
| 7. | 〈Sacrificial Bonfire〉                | 몰딩      | 3:49      |

본래 초판에는 Dear God이 없었다. 하지만 Grass의 B사이드 곡이었던 Dear God이 히트를 치자 버진 쪽에서 Mermaid Smiled를 빼버리고 Dear God을 넣은 LP 판본을 출시한다.

### 버진 레코드 리마스터 CD: CDVX2399
| #   | 제목                                   | 작사·작곡 | 재생 시간 |
| --- | -------------------------------------- | --------- | --------- |
| 1.  | 〈Summer's Cauldron〉                  |           | 3:19      |
| 2.  | 〈Grass〉                              | 콜린 몰딩 | 3:05      |
| 3.  | 〈The Meeting Place〉                  | 몰딩      | 3:14      |
| 4.  | 〈That's Really Super, Supergirl〉     |           | 3:21      |
| 5.  | 〈Ballet for a Rainy Day〉             |           | 2:50      |
| 6.  | 〈1000 Umbrellas〉                     |           | 3:44      |
| 7.  | 〈Season Cycle〉                       |           | 3:21      |
| 8.  | 〈Earn Enough for Us〉                 |           | 2:54      |
| 9.  | 〈Big Day〉                            | 몰딩      | 3:32      |
| 10. | 〈Another Satellite〉                  |           | 4:15      |
| 11. | 〈Mermaid Smiled〉                     |           | 2:26      |
| 12. | 〈The Man Who Sailed Around His Soul〉 |           | 3:24      |
| 13. | 〈Dying〉                              | 몰딩      | 2:31      |
| 14. | 〈Sacrificial Bonfire〉                | 몰딩      | 3:49      |
| 15. | 〈Dear God〉                           |           | 3:34      |

2001년 XTC 카달로그가 리마스터링 출시될 때 Mermaid Smiled가 본래 자리를 차지하게 된다. Dear God도 마지막에 수록.

### 2014 Ape House 리마스터링 CD/LP (Corrected Polarity Edition)
| #   | 제목                                   | 작사·작곡 | 재생 시간 |
| --- | -------------------------------------- | --------- | --------- |
| 1.  | 〈Summer's Cauldron〉                  |           | 3:19      |
| 2.  | 〈Grass〉                              | 콜린 몰딩 | 3:05      |
| 3.  | 〈The Meeting Place〉                  | 몰딩      | 3:14      |
| 4.  | 〈That's Really Super, Supergirl〉     |           | 3:21      |
| 5.  | 〈Ballet for a Rainy Day〉             |           | 2:50      |
| 6.  | 〈1000 Umbrellas〉                     |           | 3:44      |
| 7.  | 〈Season Cycle〉                       |           | 3:21      |
| 8.  | 〈Earn Enough for Us〉                 |           | 2:54      |
| 9.  | 〈Big Day〉                            | 몰딩      | 3:32      |
| 10. | 〈Another Satellite〉                  |           | 4:15      |
| 11. | 〈Mermaid Smiled〉                     |           | 2:26      |
| 12. | 〈The Man Who Sailed Around His Soul〉 |           | 3:24      |
| 13. | 〈Dear God〉                           |           | 3:34      |
| 14. | 〈Dying〉                              | 몰딩      | 2:31      |
| 15. | 〈Sacrificial Bonfire〉                | 몰딩      | 3:49      |

2010년 자신의 레이블을 설립한 파트리지가 재출시를 하기 위해 엔지니어랑 작업하던 도중 엔지니어가 믹싱 당시 케이블 이상으로 소리가 이상하게 믹스되었다라는 사실을 밝혀내게 된다. 이후 첨단 음향 기술을 이용해 오류를 수정하고 리마스터링도 새로 다시 해 출시하게 되었다. 동시에 트랙 배치도 달라졌는데 Dear God이 13번 트랙으로 차지하면서 Sacrificial Bonfire이 13년만에 다시 앨범을 닫는 곡을 차지하게 되었으며 트랙 넘어가는 구간도 조정되면서 곡 길이도 달라졌다.